# Estádio Central (Astracã)
O Estádio central da cidade de Astracã é uma arena multifuncional para vários eventos.  Desde os tempos antigos é um lugar de descanso e um objeto de entretenimento para a população local,
hoje é mais utilisado para a pratica do futebol. Já que o FC Volgar Astracã manda seus jogos no estádio.